# 976

## Починали
- Борис II, български цар
- 10 януари – Йоан I Цимисхи, византийски император